# سیارک ۲۰۳۰۳
سیارک ۲۰۳۰۳ (به انگلیسی: 20303 Lindwestrick، نامگذاری:1998FU101) بیست هزار و سیصد و سومین سیارک کشف شده‌است که در ۳۱ مارس ۱۹۹۸ کشف شد.
قدر مطلق سیارک برابر ۱۷.۰ است.